# Argyranthemum gracile
Argyranthemum gracile és una espècie de planta herbàcia de la família de les Asteràcies. És originària de les Illes Canàries, essent un endemisme de l'illa de Tenerife. Aquest matoll perenne es diferencia dins el gènere pel fet que les seves fulles són bífides o trífides, amples, amb lòbuls foliars filiformes, tiges primes, inflorescències en forma de corimbe amb capítols petits, i fruits que posseeixen un vil·là coroniforme, el que alhora permet diferenciar-la de l'espècie Argyranthemum frutescens, a la qual s'hi assembla molt.
A Tenerife se la troba a: Litoral Sur, Güimar, Granadilla, Arico, El Médano, Adeje, Guía de Isora, Tamaimo, etc., essent-hi bastant freqüent fins a una altitud de 600 m.

## Taxonomia
Argyranthemum gracile va ser descrita per Webb ex Sch.Bip. i publicada a Histoire Naturelle des Îles Canaries ii: 261

### Etimologia
- Argyranthemum: nom genèric que prové del grec "argyros", que significa "platejat", i "anthemom", que significa "planta de flor", fent al·lusió a les seves flors radiants pàl·lides.
- gracile: epítet llatí que significa "gràcil, prim", podent fer referència als lòbuls foliars o a les tiges.

#### Sinonímia
- Chrysanthemum gracile (Sch.Bip.) Masf.[4]